# Mezopauza
Mezopauza je granični sloj u Zemljinoj atmosferi, između mezosfere i termosfere. Zbog smanjenog Sunčevog grijanja i vrlo jakog zračnog hlađenja od ugljikovog dioksida, mezopauza je najhladnije mjesto na Zemlji, s temperaturama do – 100 °C. Godinama se pretpostavljalo da ona leži na visini od 85 km iznad Zemljine površine, ali promatranja viših slojeva i proučavanja u zadnjih 10 godina, pokazala su da mezopauza ima dva minimuma: jedan na oko 85 km i još jači minimum na oko 100 km.
Interesantno je da je mezopauza hladnija ljeti nego zimi. To se ponekad i naziva nepravilnost mezopauze. To je zbog uzlaznih struja po ljeti, te silaznih struja u zimi. Zrak koji se diže po ljeti se širi i hladi, tako da je po ljeti i hladnije. Suprotno, po zimi kada se zrak spušta, on se komprimira i tako zagrijava zrak u mezopauzi. Uzlazne struje ljeti nastaju zbog rasipanja gravitacionih valova, koje stvara moment sile nasuprot glavnom toku istok – zapad, pa se stvara slabi tok od sjevera prema jugu.
U zadnje vrijeme mezopauza je bila u središtu proučavanja globalnog zatopljenja, koje je povezano s povećanjem ugljikovog dioksida u atmosferi. Za razliku od troposfere, gdje staklenički plinovi zagrijavaju zrak, povećanje ugljikovog dioksida, u mezosferi se zrak više hladi. Promatranja su pokazala smanjenje temperature u mezosferi, iako to smanjenje se mijenja, pa se vode dodatna promatranja i daljnji proračuni i modeliranja.